# Synopsis der Mitteleuropäischen Flora
Synopsis der Mitteleuropäischen Flora, (abreujat Syn. Mitteleur. Fl..), és un llibre amb il·lustracions i descripcions botàniques que va ser escrit conjuntament per Paul Friedrich August Ascherson & Karl Otto Robert Peter Paul Graebner. Va ser publicat en 12 volums en els anys 1896-1939.

## Publicació
- Volum núm. 1: 1896-98;
- Volum núm. 2(1): 1898-1902;
- Volum núm. 2(2): 1902-04;
- Volum núm. 3: 1905-07;
- Volum núm. 4: 1908-12;
- Volum núm. 5(1): 1913-19;
- Volum núm. 5(2): 1920-29;
- Volum núm. 5(3): 1935;
- Volum núm. 5(4): 1936-38;
- Volum núm. 6(1): 1900-05;
- Volum núm. 6(2): 1906-10;
- Volum núm. 7: 1911-17;
- Volum núm. 8-11: no publicat;
- Volum núm. 12(1): 1922-30;
- Volum núm. 12(2): 1930-35;
- Volum núm. 12(3): 1936-38.
- Ed. 2. vol. 1: 1912-13; vol. 2(1): 1913-20.